# Стефан Томовић
Стефан Томовић (Крушевац, 14. октобар 2001) српски је фудбалер који тренутно наступа за суботички Спартак.

## Каријера
Томовић је фудбал тренирао у крушевачком Дуелу и Напретку. У Омладинској лиги Србије наступао је за Трајал. Био је прикључен и првом тиму тог клуба, те се нашао у протоколу Прве лиге Србије на неколико утакмица током такмичарске 2019/20. Након тога, Томовић је календарску 2020. провео у екипи Бродарца. Током првог дела такмичарске 2020/21. био међу најзаслужнијима за одржавање првог места на табели Српске лиге Београд. Према избору навијача постигао је најефективнији погодак у протеклој години. Постигао је 12 погодака и тиме се позиционирао на другом месту листе стрелаца, иза Слободана Станојловића који је у последњем колу јесењег круга био четвороструки стрелац. Милан Лешњак је окупљао омладински састав Србије у чијем је саставу био и Томовић. Међутим, услед пандемије ковида 19, УЕФА је најпре одложила а затим и потпуно отказала елит рунду квалификација и завршни турнир Европског првенства.
Неколицина фудбалера Бродарца, међу којима и Томовић, тренирала је с новосадским Пролетером током лета 2020. Он се том тиму прикључио почетком следеће године те је у наставку сезоне 2020/21. пријављен за такмичење у Суперлиги Србије. Касније се усталио у екипи те је током наредних годину и по дана постао један од носилаца игре. Тако је током такмичарске 2021/22. био стрелац 8 погодака на 26 суперлигашких сусрета. Био је на списку вршиоца дужности селектора младе репрезентације, Александра Рогића, а касније и Горана Стевановића.
У јуну 2022. године је прешао у Чукарички с којим је потписао четворогодишњи уговор. Претходно је оперисао менискус због чега је два месеца провео ван терена док је до краја 2022. одиграо укупно десет утакмица у свим такмичењима. Сезону је окончао с пет погодака које је постигао наредне године. Није био у саставу екипе на отварању групне фазе Лиге конференција, против Ференцвароша. У том такмичењу дебитовао је у последњем колу, на гостовању Генку, када је у игру ушао у 78. минуту. Како је током сезоне имао мању минутажу, током зимске паузе је променио средину, прешавши у суботички Спартак.

## Статистика

### Клупска
Ажурирано 1. октобра 2023.
|                   |          |                  |    |    |   |   |   |   |   |   |    |    |  |  |
| Пролетер Нови Сад | 2020/21. | Суперлига Србије | 18 | 3  | — | — | — | — | — | — | 18 | 3  |  |  |
| Пролетер Нови Сад | 2021/22. | Суперлига Србије | 26 | 8  | 1 | 0 | — | — | — | — | 27 | 8  |  |  |
| Пролетер Нови Сад | Укупно   | Укупно           | 44 | 11 | 1 | 0 | — | — | — | — | 45 | 11 |  |  |
|                   |          |                  |    |    |   |   |   |   |   |   |    |    |  |  |
| Чукарички         | 2022/23. | Суперлига Србије | 25 | 5  | 5 | 0 | 1 | 0 | — | — | 31 | 5  |  |  |
| Чукарички         | 2023/24. | Суперлига Србије | 5  | 0  | 1 | 0 | 1 | 0 | — | — | 7  | 0  |  |  |
| Чукарички         | Укупно   | Укупно           | 30 | 5  | 6 | 0 | 2 | 0 | — | — | 38 | 5  |  |  |
|                   |          |                  |    |    |   |   |   |   |   |   |    |    |  |  |
| Каријера          | Каријера | Каријера         | 74 | 16 | 7 | 0 | 2 | 0 | — | — | 83 | 16 |  |  |
|                   |          |                  |    |    |   |   |   |   |   |   |    |    |  |  |